# 929年
| 千纪： | 1千纪 |
| 世纪： | 9世纪 \| 10世纪 \| 11世纪 |
| 年代： | 890年代 \| 900年代 \| 910年代 \| 920年代 \| 930年代 \| 940年代 \| 950年代 |
| 年份： | 924年 \| 925年 \| 926年 \| 927年 \| 928年 \| 929年 \| 930年 \| 931年 \| 932年 \| 933年 \| 934年 |
| 纪年： | 己丑年（牛年）；南吴乾貞三年，大和元年；吴越宝正四年；于阗同慶十八年；契丹天显四年；南汉大有二年；后唐（闽、马楚）天成四年；荆南乾貞三年，天成四年；东丹国甘露四年；大天興尊圣二年；大義寧興聖元年；日本延長七年；后百济正开二十九年；高丽天授十二年 |

## 大事记
- 中国
  - 高季兴死，后唐明宗追封他为荊南王。同年，高从诲继立。
- 大義寧
  - 楊干貞奪趙善政之位，建大義寧，改元興聖。
- 歐洲
  - 科尔多瓦的埃米爾阿卜杜勒·拉赫曼三世自立為哈里發，從而建立科尔多瓦哈里发国，徹底與阿拔斯王朝分庭抗禮。

## 出生
- 吳越忠懿王錢俶

## 逝世
- 1月28日——后唐天成三年十二月十五日，高季兴，十国时荆南地方政权领袖。
- 10月7日——查理三世，綽號胖子查理，加洛林王朝的東法蘭克國王，西法蘭克國王和法蘭克皇帝。（879年出生，50岁）